# 調停委員
調停委員（ちょうていいいん）とは、日本における各種の調停（民事調停、家事調停、労働争議の調停など）を行う調停委員会の構成員。

## 民事調停及び家事調停における調停委員
民事調停及び家事調停における調停委員は、人格識見の高い年齢40年以上70年未満（ただし、「特に必要がある場合」は年齢の例外は認められる）の者の中から、最高裁判所が任命する（民事調停委員及び家事調停委員規則第1条）。任期は2年間（民事調停委員及び家事調停委員規則第3条）。
- 弁護士となる資格を有する者
- 民事若しくは家事の紛争の解決に有用な専門的知識経験を有する者
- 社会生活の上で豊富な知識経験を有する者

以下の場合は欠格に該当する（民事調停委員及び家事調停委員規則第2条）。
- 禁錮以上の刑に処せられた者
- 公務員として懲戒免職処分を受け、当該処分の日から2年を経過しない者
- 裁判官として裁判官弾劾裁判所の罷免の裁判を受けた者
- 弁護士、公認会計士、司法書士、社会福祉士、精神保健福祉士、土地家屋調査士、税理士、弁理士、建築士、不動産鑑定士若しくは不動産鑑定士補又は社会保険労務士として除名、登録の抹消、業務の禁止、免許の取消し、登録の消除又は失格処分の懲戒処分を受け、当該処分に係る欠格事由に該当する者
- 医師として免許を取り消され、又は歯科医師として免許を取り消され、再免許を受けていない者

最高裁判所は、調停委員が欠格に該当するに至った時は解任しなければならない（民事調停委員及び家事調停委員規則第6条第1項）。また最高裁判所は調停委員が以下に該当するときは解任することができる（民事調停委員及び家事調停委員規則第6条第2項）。
- 心身の故障のため職務の執行ができないと認められるとき。
- 職務上の義務違反その他民事調停委員又は家事調停委員たるに適しない行為があると認められるとき。

### 民事調停委員
日本の地方裁判所及び簡易裁判所は、民事調停法に基づき、調停委員会において、民事事件に関する調停（民事調停）を行うことができる（民事調停法5条）。
この民事調停事件に関与する調停委員を民事調停委員という（民事調停法6条）。民事調停委員は非常勤の国家公務員である（民事調停法8条）。
民事調停における調停委員会は、調停主任1名及び民事調停委員2名によって構成される（民事調停法6条）。
民事調停委員は、調停委員会で行う調停に関与するほか、裁判所の命を受けて、他の調停事件について専門的な知識経験に基づく意見を述べ、嘱託された意見聴取を行い、その他調停事件を処理するために必要な事務を行う（民事調停法8条1項）。

### 家事調停委員
日本の家庭裁判所は、家事事件手続法に基づき、調停委員会において、家事事件に関する調停（家事調停）を行う（家事事件手続法244条、247条）。
この家事調停事件に関与する調停委員を家事調停委員という（家事事件手続法248条1項）。家事調停委員は非常勤の国家公務員である（家事事件手続法249条1項）。
家事調停における調停委員会は、裁判官1名及び及び家事調停委員2名によって構成される（家事事件手続法248条1項）。
家事調停委員は、調停委員会の構成員として調停に関与するほか、調停委員会の受命により事実の調査を行うことがある（家事事件手続法262条）。
また、家庭裁判所は、他の家庭裁判所又は簡易裁判所の調停委員会から、事件の関係人から意見の聴取を行うことについて嘱託されることがあるが、当該嘱託を受けた家庭裁判所は、家事調停委員に意見聴取を嘱託することができる（家事事件手続法263条2項）。
このほか、家事調停委員は、自身が構成員となっていない調停委員会から専門的な知識経験に基づく意見の聴取を受けることがある（家事事件手続法264条1項）。

## 労働争議の調停における調停委員
労働委員会による労働争議の調停（労働組合法20条）は、労働関係調整法に基づいて行われる（労働関係調整法17条）。
労働関係調整法においては、労働委員会は調停委員会を設けて労働争議の調停を行うとされており（労働関係調整法19条）、この調停委員会の構成員を「調停委員」という。
この調停委員会は、使用者を代表する調停委員、労働者を代表する調停委員及び公益を代表する調停委委員から構成される（労働関係調整法19条）。使用者を代表する調停委員と労働者を代表する調停委員とは同数でなければならない（労働関係調整法20条）。

## 調停委員の任命にまつわる日弁連と最高裁の争い
調停委員に関しては、法律および最高裁判所規則には国籍条項はないが、任命権者の最高裁判所は「公権力を行使する公務員には日本国籍が必要」「調停が成立した場合の調停調書は確定判決と同じ効力がある」「裁判官と調停委員で作る調停委員会の呼び出しに応じない当事者に過料を科すことがある」として調停委員を日本人に限定している。
2003年から2014年まで弁護士会が推薦したのべ31人が外国籍の弁護士の調停委員任命について裁判所が拒否しているが、弁護士会は「国籍で拒否するのは差別に当たる」として反発している。
過去には1974〜1988年に台湾籍の男性弁護士が大阪の簡易裁判所で調停委員を務めた例がある。これについて最高裁判所は「日本の裁判官で戦後に台湾籍になった弁護士という極めて特殊な事例であり、先例にならない」としている。